# Misr International films
Misr International films (скорочено MIF) — провідна єгипетська кінокомпанія, як виробник, так і дистриб'ютор кінопродукції, розташована у столиці Єгипту місті Каїрі.
Центральний офіс компанії розташований за адресою: вул. Шампільйона, буд. 35, м. Каїр (Єгипет).
Компанію Misr International films було засновано 1972 року славетним єгипетським кінорежисером Юсефом Шахіном. Відтоді вона є одним із лідерів єгипетського кіноринку, як у галузі виробництва, зокрема спільного виробництва з іноземними кінокомпаніями, так і дистриб'юції кінопродукції. Компанія також надає широкий спектр супутніх послуг іноземним кіновиробникам, які оберуть Єгипет для кінозйомок — від допомоги у виборі й залагодженні формальностей з локаціями до використання власних потужностей Misr International films. 
За роки існування компанією Misr International films було вироблено, в т.ч. як коопродукція, понад 100 повнометражних і короткометражник кінострічок, рекламних роликів, відео.
Компанія відома не лише знятими стрічками Шахіна, а й політикою підтримки та сприяння молодих єгипетських кінорежисерів й узагалі промоції якісного арабського кіно у світі. Один із відомих кінорежисерів компанії — Юсрі Насралла. 
Стрічки Misr International films не раз відзначали й номінували на різноманітних кінофестивалях і мистецьких форумах. 
Серед всесвітньо відомих іноземних стрічок (в т.ч. блокбастерів), знятих у Єгипті за участю Misr International films, — «Трансформери: Помста полеглих» (2009) та екранізація популярного детективу Агати Крісті «Смерть на Нілі».

## Виноски
1. ↑  Контакти [Архівовано 4 лютого 2010 у Wayback Machine.] на Офіційна вебсторінка кінокомпанії [Архівовано 25 серпня 2010 у Wayback Machine.]
2. ↑  Знято в Єгипті з MIF [Архівовано 4 лютого 2010 у Wayback Machine.] на Офіційна вебсторінка кінокомпанії [Архівовано 25 серпня 2010 у Wayback Machine.]